# Ashmeadiella floridana
Ashmeadiella floridana là một loài Hymenoptera trong họ Megachilidae. Loài này được Robertson mô tả khoa học năm 1897.